# サン＝ラザール駅

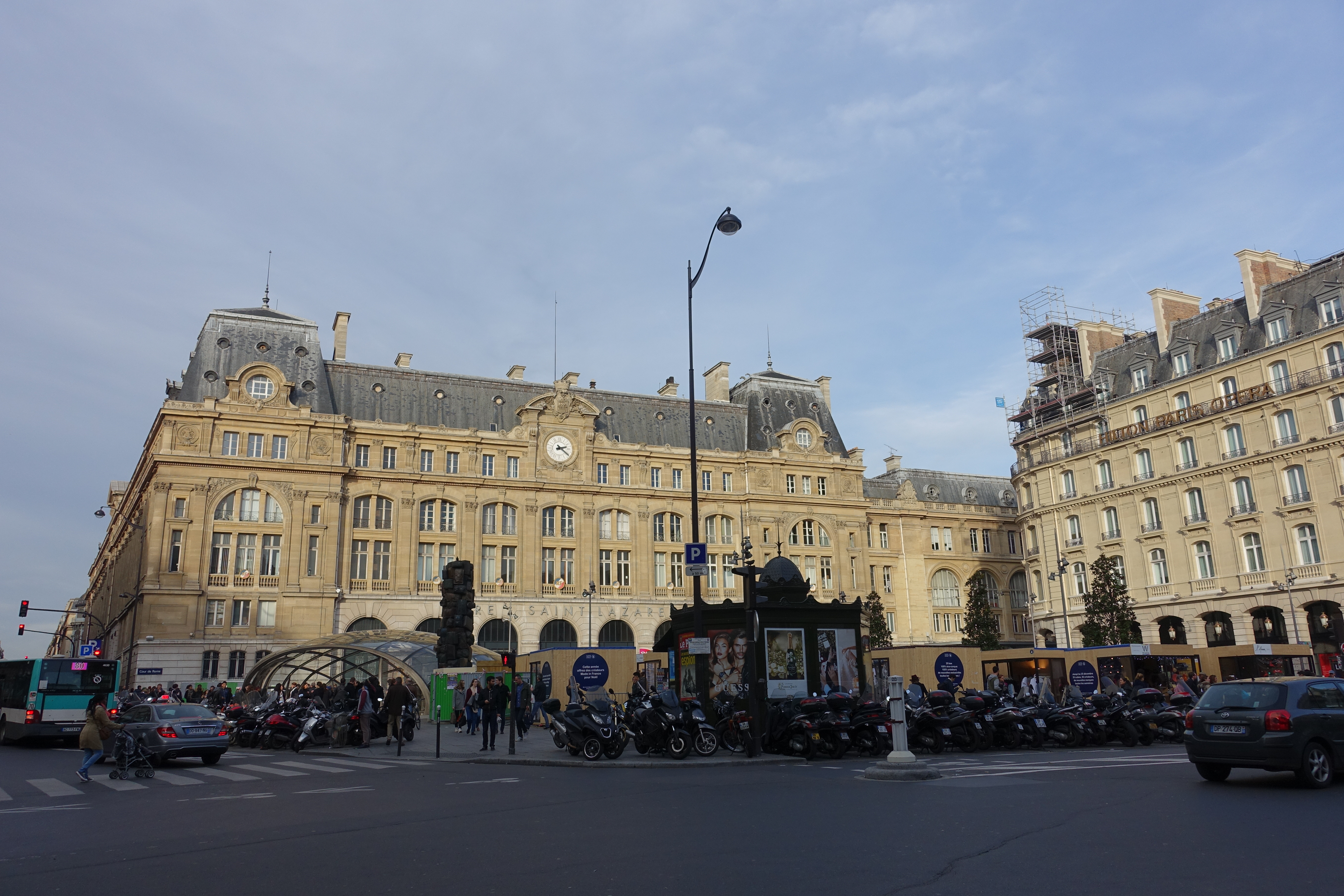
駅西口

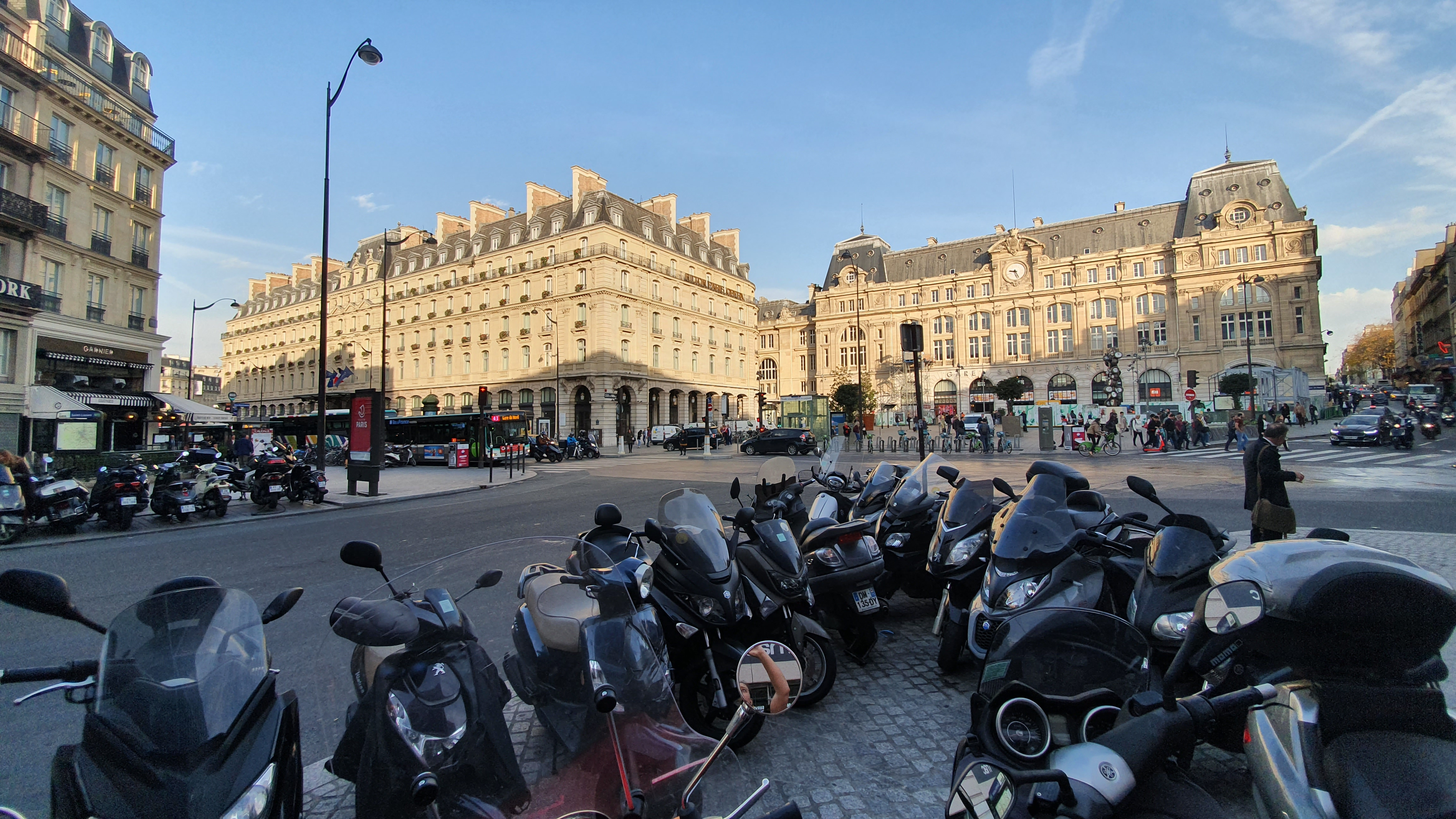
ターミナルホテルと駅東口

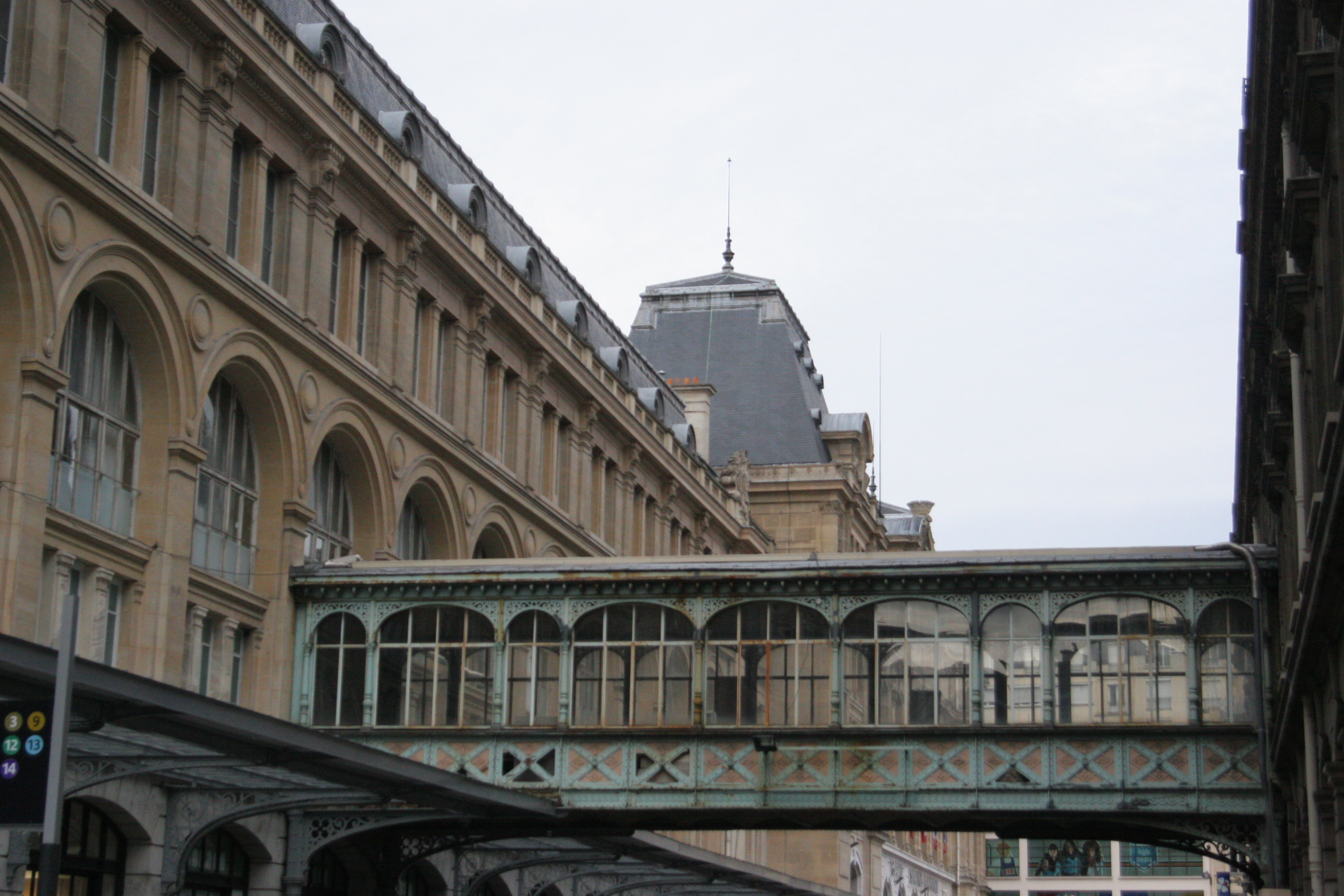
駅舎とホテルをつなぐ通路

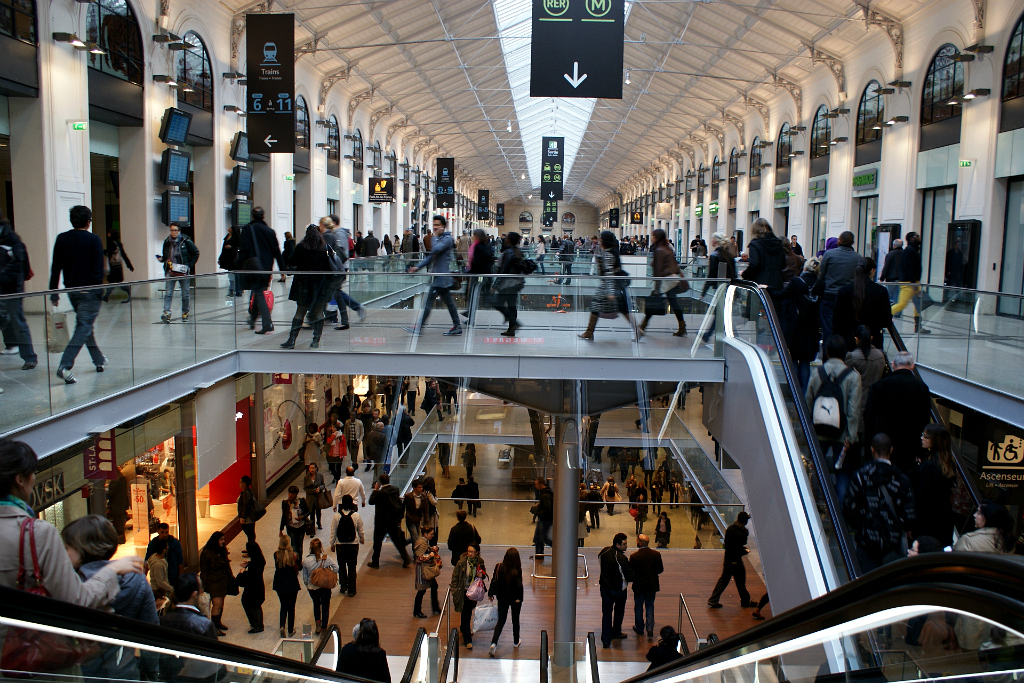
商業施設

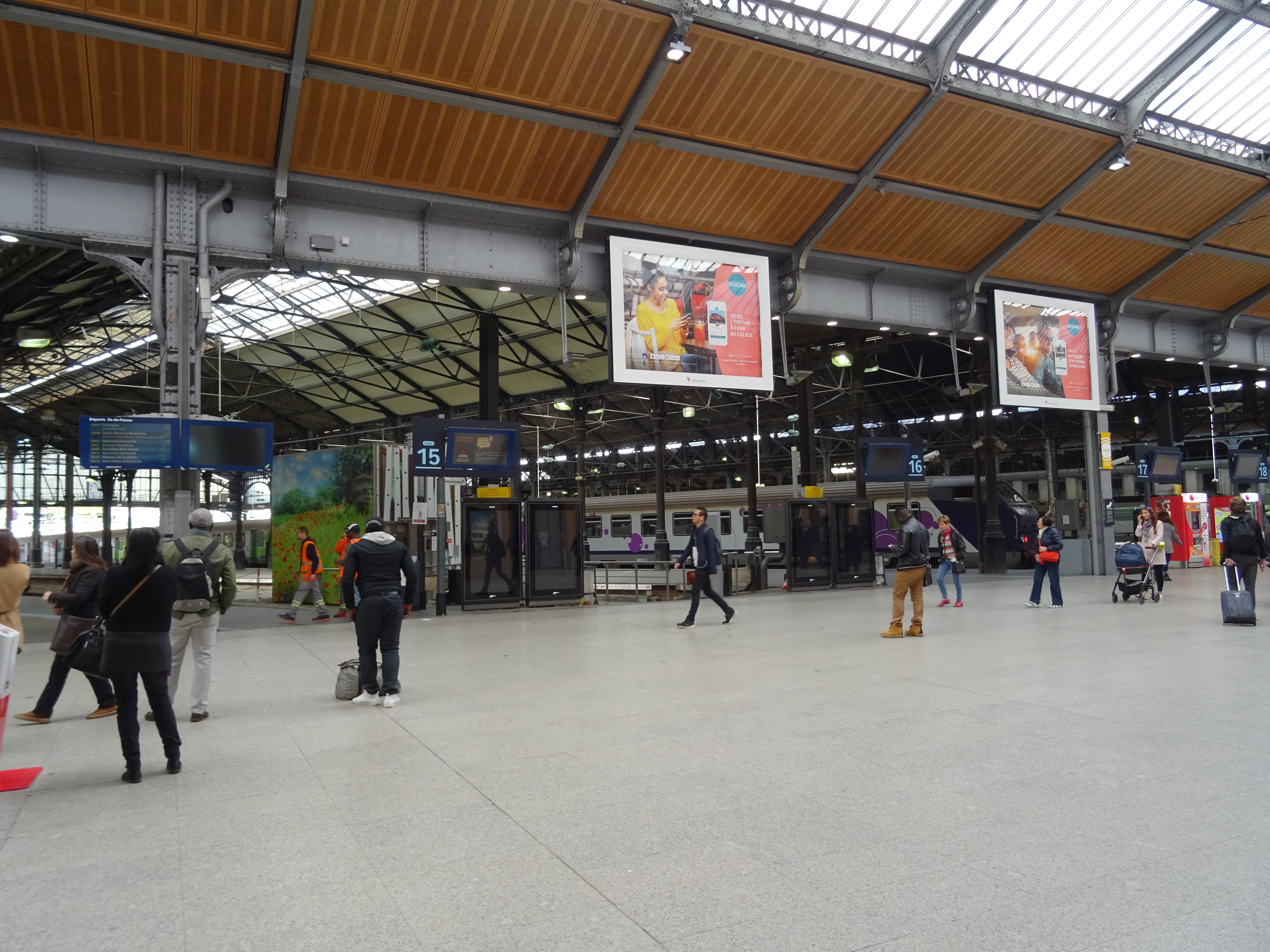
コンコースと乗り場

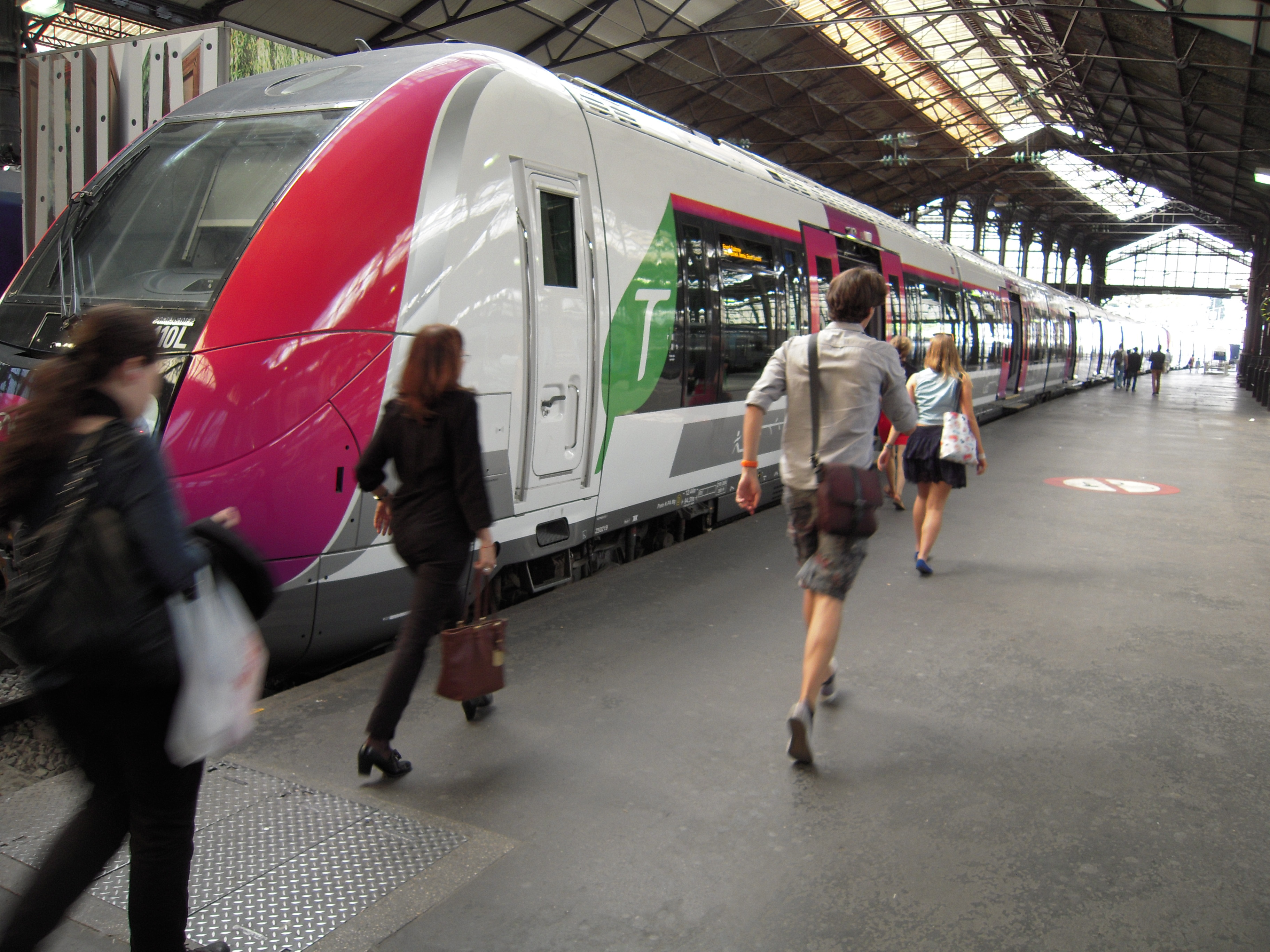
乗り場の風景

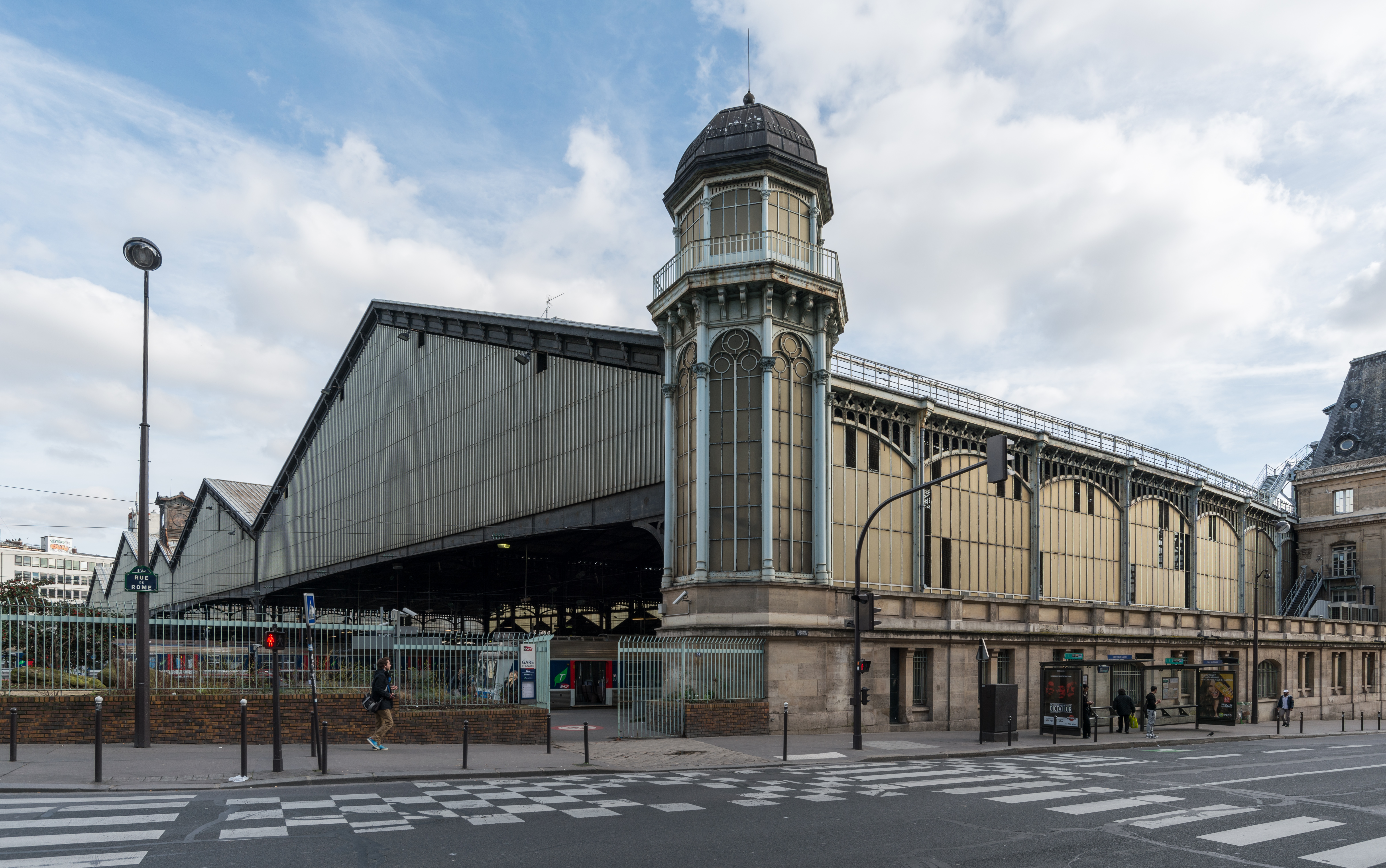
トレインシェッド

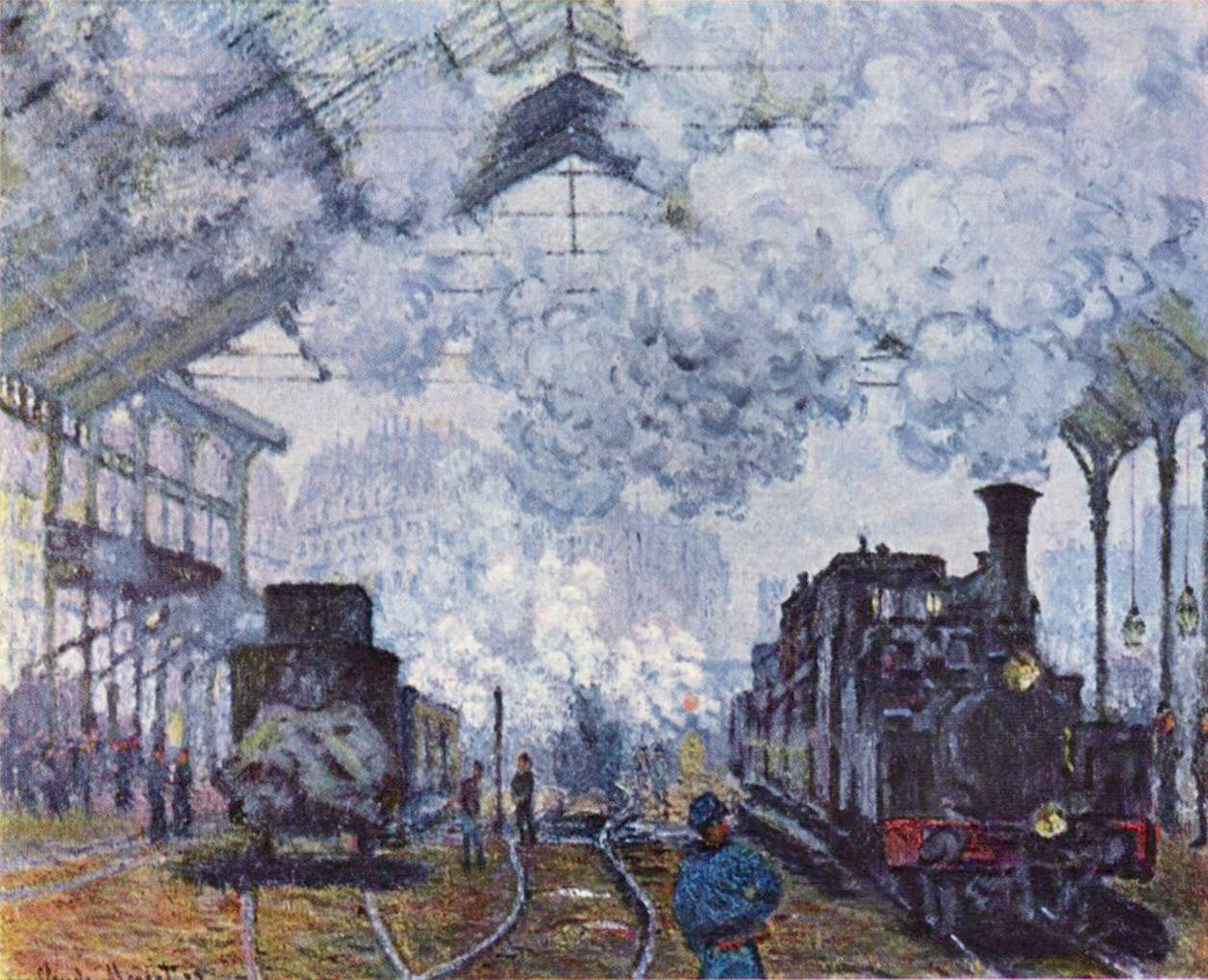
クロード・モネ『サン＝ラザール駅』1877年

サン=ラザール駅（サン＝ラザールえき、ガール・サン=ラザール、仏：Gare Saint-Lazare）は、パリに6つある主要ターミナル駅の1つである。

## 概要
パリではパリ北駅に次いで利用者の多いターミナル駅で、1日の利用者数は約28万人である。パリ北西方面の近郊列車の利用が全体の9割を占め、残りの1割がノルマンディ地方の主要都市に向かう長距離列車である。TGVの発着は無いため、パリのターミナル駅の中では華やかさに欠けるといわれる。プラットフォームは27番線まであり、駅周囲より1段低い掘割の中に構築されている。

### 駅舎
駅舎は幅200mの壮大なファサードを持っているが、駅前広場に4つ星のターミナルホテルが建っているため正面から駅舎全景を見る事はできない。駅舎は左右対称で、両端に西口と東口を配置している。東口正面には時計を柱状に積み上げたオブジェがある。

## 歴史
1837年8月26日に開業し、パリのターミナル駅で最も古い歴史を持つ。当初は小規模な駅であったが、拡張工事が継続的に行われ1854年には乗り場は14番線まで増えた。1924年には第三軌条で電化されたが、1960年代に通常の架線方式に変更された。
1998年に併設地下駅のオスマン＝サン＝ラザール駅 (Hausmann-Saint-Lazare) が開業し、RER-E線の終着駅となる（2004年現在）。
2003年12月には全自動運転の最新メトロ14号線がサン=ラザール駅まで延伸し、駅舎西口の正面に球形ガラス張りの新たなメトロ入口が設置され、メトロ地下駅の内装も全面改装された。

## 発着路線
長距離列車
ノルマンディー地方へ向かう特急列車（コライユ・アンテルシテ　Corail Intercités）が発着。
- サン・ラザール駅 - カーン
  - サン・ラザール駅 - カーン - シェルブール＝オクトヴィル
- サン・ラザール駅 - トロヴィル・ドーヴィル
- サン・ラザール駅 - ルーアン
  - サン・ラザール駅 - ルーアン - ル・アーヴル
  - サン・ラザール駅 - ルーアン - ディエップ

近郊線（トランシリアン）
ヴェルサイユ、ナンテール、ポントワーズなど、パリ北部、西部の郊外へ向かう列車が、地上ホームから発着。
地下路線
オスマン＝サン＝ラザール駅が地下に併設されており、RER E線が発着している。

## 接続路線
地下でメトロ3, 9, 12, 13, 14号線が連絡している。

## 駅周辺
パリのターミナル駅では、最も都心部に近く利便性が高い。デパート街オスマン通りやオペラ座にも近い。
駅舎側面よりウロップ橋方面へ続くローマ通りにはパリ音楽院の旧校舎があったため（音楽院自体は現在ラ・ヴィレット公園へ移動）、現在は楽譜屋・楽器屋街となっている。

## 印象派絵画
19世紀の印象派絵画全盛期には多くの画家たちが駅周辺に住んでいた。画家のモネはこのサン＝ラザール駅を題材にした連作をいくつか描いている。駅内部の列車が到着する様子数枚、および駅ホームの北端よりウロップ橋とその下を通る線路を眺めた場面の絵などがある。エドゥアール・マネは、この駅を背景にした人物画『鉄道』を制作した。
またポントワーズ、エトルタ、ルーアン等、当駅から発車する列車が向かうセーヌ川下流の町は当時の印象派の画家に好んで描かれる舞台となった。